# Hannah Neumann
Pour les articles homonymes, voir Neumann.
Hannah Neumann, née le 3 avril 1984 à Spire, est une femme politique allemande, membre de l'Alliance 90/Les Verts. Elle est députée européenne depuis 2019.

## Biographie
Membre de l'Alliance 90/Les Verts, elle siège au Parlement européen depuis 2019 et, pendant son premier mandat, elle est vice-présidente de la sous-commission des droits de l'Homme du Parlement européen et présidente de la délégation pour les relations avec la péninsule arabique. Elle est réélue en 2024.

## Publications
- (de) Hannah Neumann, Friedenskommunikation: Möglichkeiten und Grenzen von Kommunikation in der Konflikttransformation, Lit Verl, coll. « Studien zur Friedensforschung », 2009 (ISBN 978-3-8258-1779-4)

- (de) Michael Daxner et Hannah Neumann, Heimatdiskurs : wie die Auslandseinsätze der Bundeswehr Deutschland verändern, Transcript-Verl, coll. « Edition Politik », 2012 (ISBN 978-3-8376-2219-5)